# کادنباخ
کادنباخ (به آلمانی: Kadenbach) یک شهر در آلمان است که در وستروالدکرایس واقع شده‌است. کادنباخ ۱٬۴۳۶ نفر جمعیت دارد.